# Parafia Najświętszej Maryi Panny Królowej Pokoju w Olzie
Parafia NMP Królowej Pokoju w Olzie – katolicka parafia w dekanacie gorzyckim, istniejąca od 20 grudnia 1957 roku.
W latach 1957–1970 wchodziła w skład dekanatu wodzisławskiego.